# Vallda
För andra betydelser, se Vallda (olika betydelser).
Vallda uttal (fil) är en ort i Kungsbacka kommun i norra Hallands län. Den består dels av Vallda kyrkby, kyrkbyn i Vallda socken, vilken ingår i norra delen av Backa och dels av bebyggelse väster och sydväst om Vallda kyrkby som utgör tätorten Vallda. Fram till 1995 klassades sydvästra delen av tätorten som en separat småort med namnet Vipekärr.
Nordväst om Vallda ligger naturreservatet Vallda Sandö.
I Vallda finns en innebandyklubb, Sandö innebandyklubb.

## Befolkningsutveckling
| Befolkningsutvecklingen i Vallda 1970–2020                                                      | Befolkningsutvecklingen i Vallda 1970–2020 | Befolkningsutvecklingen i Vallda 1970–2020 | Befolkningsutvecklingen i Vallda 1970–2020 | Befolkningsutvecklingen i Vallda 1970–2020 |
| ----------------------------------------------------------------------------------------------- | ------------------------------------------ | ------------------------------------------ | ------------------------------------------ | ------------------------------------------ |
|                                                                                                 |                                            |                                            |                                            |                                            |
| År                                                                                              |                                            |                                            | Folkmängd                                  | Areal (ha)                                 |
| 1970                                                                                            | 1970                                       |                                            | 591                                        |                                            |
| 1975                                                                                            | 1975                                       |                                            | 913                                        |                                            |
| 1980                                                                                            | 1980                                       |                                            | 922                                        |                                            |
| 1990                                                                                            | 1990                                       |                                            | 905                                        | 75                                         |
| 1995                                                                                            | 1995                                       |                                            | 1 214                                      | 128                                        |
| 2000                                                                                            | 2000                                       |                                            | 1 315                                      | 128                                        |
| 2005                                                                                            | 2005                                       |                                            | 1 439                                      | 134                                        |
| 2010                                                                                            | 2010                                       |                                            | 1 604                                      | 141                                        |
| 2015                                                                                            | 2015                                       |                                            | 3 929                                      | 565                                        |
| 2020                                                                                            | 2020                                       |                                            | 3 933                                      | 561                                        |
| Anm.: Ny tätort 1970. Sammanvuxen med tätorten Backa samt småorterna Hönsaryd och Råhagen 2015. |                                            |                                            |                                            |                                            |

## Samhället
I Vallda kyrkby återfinns Vallda kyrka.

## Vallda i musiken
Orten nämns i låten "Are You Still in Vallda?" av den svenska gruppen jj.